# Rudno (gmina w guberni warszawskiej)
Rudno (od 1870 Kołbiel) – dawna gmina wiejska istniejąca w XIX wieku w guberni warszawskiej. Siedzibą władz gminy było Rudno.
Za Królestwa Polskiego gmina Rudno należała do powiatu mińskiego w guberni warszawskiej. 31 maja 1870 do gminy przyłączono pozbawioną praw miejskich Kołbiel. 
Gminę zniesiono w połowie 1870 roku i odtąd jednostka figuruje już pod nazwą gmina Kołbiel.